# قلب (مصطلح)
القلب ، هو عبارة عن لطيفة ربانية لها بهذا القلب الجسماني الصنوبري الشكل المودع في الجانب الأيسر من الصدر تعلق، وتلك اللطيفة هي حقيقة الإنسان، ويسميها الحكيم: النفس الناطقة، والروح الباطنة، والنفس الحيوانية المركبة، وهي المدرك، والعالم من الإنسان، والمخاطب، والمطالب، والمعاتب.